# Lubenica
Lubenica (citrulus, lat. Citrullus lanatus) jednogodišnja je biljka iz porodice tikvovki (Cucurbitaceae), podrijetlom iz tropske Afrike. Većinu sastava njezina ploda čini voda, a crvenu mu boju daje antioksidans likopen, biljni pigment iz skupine karotenoida, koji je djelotvoran je u smanjenju pojave raka, kardiovaskularnih poremećaja, dijabetesa i makularnih bolesti.
Kultivari se uzgajaju u toplim krajevima zbog slatkog sočnog jestivog ploda koji ljudi najčešće koriste rashlađen kao poslasticu. Lubenica je zdravo voće, a posebno je dobra za bubrege. Ljekovite su i sjemenke, čaj od njih je po tradicionalnoj kineskoj medicini izvrsno sredstvo za blaže i kronične infekcije mokraćnog mjehura.
Vriježe joj se granaju po tlu i nose narezane listove i cvjetove koji su pojednačno ili muški ili ženski. Biljka je jednodomna. Plod naraste do mase od svega jednog ili dva kilograma pa sve do petnaest ili dvadeset. Jestivi dio ploda najčešće je crvenkaste boje, iako postoje i kultivari boja od ružičastocrvene do žute; kora je ili jednobojna tamnozelena ili ima uzdužne tamne i svijetle šare.
U svijetu je 2019. godine proizvedeno 100 milijuna tona lubenica vrijednosti oko 41,5 milijardā USD. Kina je proizvela 60 milijuna tona, a slijedile su Turska s 3,9 milijuna, Indija s 2,5, Brazil s 2,3 i Alžir s 2,2 milijuna tona. U Europi su najveći proizvođači Španjolska (1,2 milijuna tona) i Italija (0,6). Hrvatska je proizvela 20 tisuća tona, Bosna i Hercegovina 22, Sjeverna Makedonija 126, Srbija 163, a Mađarska 175 tisuća tona.

## Voće ili povrće
Plod lubenice sjemenkasta je struktura koja se razvija iz oplođena cvijeta, prema čemu se ne razlikuje od ostalog voća. U kulinarstvu se uglavnom upotrebljava kao voće.
Kao jednogodišnju biljku i zbog načina uzgoja, sličnoga uzgoju ostalih vrsta iz porodice (bundeva, krastavaca i dr.) neki je svrstavaju u povrće.